# Contea di Shilou
La contea di Shilou (石楼县S, Shílóu XiànP) è una contea della Cina, situata nella provincia dello Shanxi e amministrata dalla prefettura di Lüliang.